# کارلوس موراتوریو
کارلوس موراتوریو (اسپانیایی: Carlos Moratorio‎؛ ۱۰ نوامبر ۱۹۲۹ – ۷ مارس ۲۰۱۰) سوارکار اهل آرژانتین بود.
وی در مسابقات کشوری و بین‌المللی در مجموع برندهٔ ۱ مدال طلا، ۲ مدال نقره، ۱ مدال برنز شده‌است.